# Guldfasan
Guldfasan (latin: Chrysolophus pictus) er en fugl i fasanfugle-familien, der lever i Kina.